# Joseph Krohm
Joseph Hyacinthe Isidore Krohm, né le 17 août 1766 à Neuville-sous-Montreuil (Pas-de-Calais) et mort le 21 mars 1823 à Saint-Jean-d'Angély (Charente-Maritime), dit « Chevalier Krohm », est un marin français.
Il est fils de Pierre François Joseph Krom (1741-1810), chirurgien de marine et de Jeanne Boisson.
Il est le petit-fils de Joseph Krohm, né à Augsbourg en Bavière vers 1710, Premier Sergent au Régiment suisse de Karrer. 

## Avant la Révolution
Il est mousse dans la marine royale en 1778. Dès son premier combat contre une division britannique, il est blessé à la tête. Il est ensuite volontaire sur la frégate l’Engageante en 1780 puis sur les vaisseaux le Saint Michel et l’Illustre. Il participe à la campagne de Suffren dans l’océan Indien et assiste à presque tous ses combats. Il est blessé lors du siège de Trincomalé puis deux fois à Gondelour.
Après la guerre d’indépendance américaine, il est volontaire sur la frégate la Pomone et s’illustre lors de la prise à l’abordage d’un pirate dans le port de Vitulo (1787) ; il y est de nouveau blessé deux fois et promu à l’issue de la bataille sous-lieutenant par le chef d’escadre Saint-Félix.

## La Révolution
Il sert sur différentes corvettes et avisos au début de la Révolution. Il est promu lieutenant de vaisseau en février 1793 pour commander la frégate la Charente. Capitaine de vaisseau dès 1794, il reçoit le commandement du vaisseau le Timoléon au sein de l’escadre du contre-amiral Martin croisant en Méditerranée. Lors de la bataille du Cap Noli (1795) le Timoléon est l’un des vaisseaux les plus engagés et combat pendant six heures ; toutefois Krohm y est encore blessé assez sérieusement ; il est contraint de quitter l’escadre après cette bataille et parvient à regagner Toulon avec son vaisseau mal-en-point. 
En 1801, il commande l’Ulysse, vaisseau acheté à l’Espagne et convoie des troupes à deux reprises jusqu’à Saint-Domingue. Il commande le Vengeur (118 canons), l’un des fleurons de la marine française en 1804.

## L’Empire

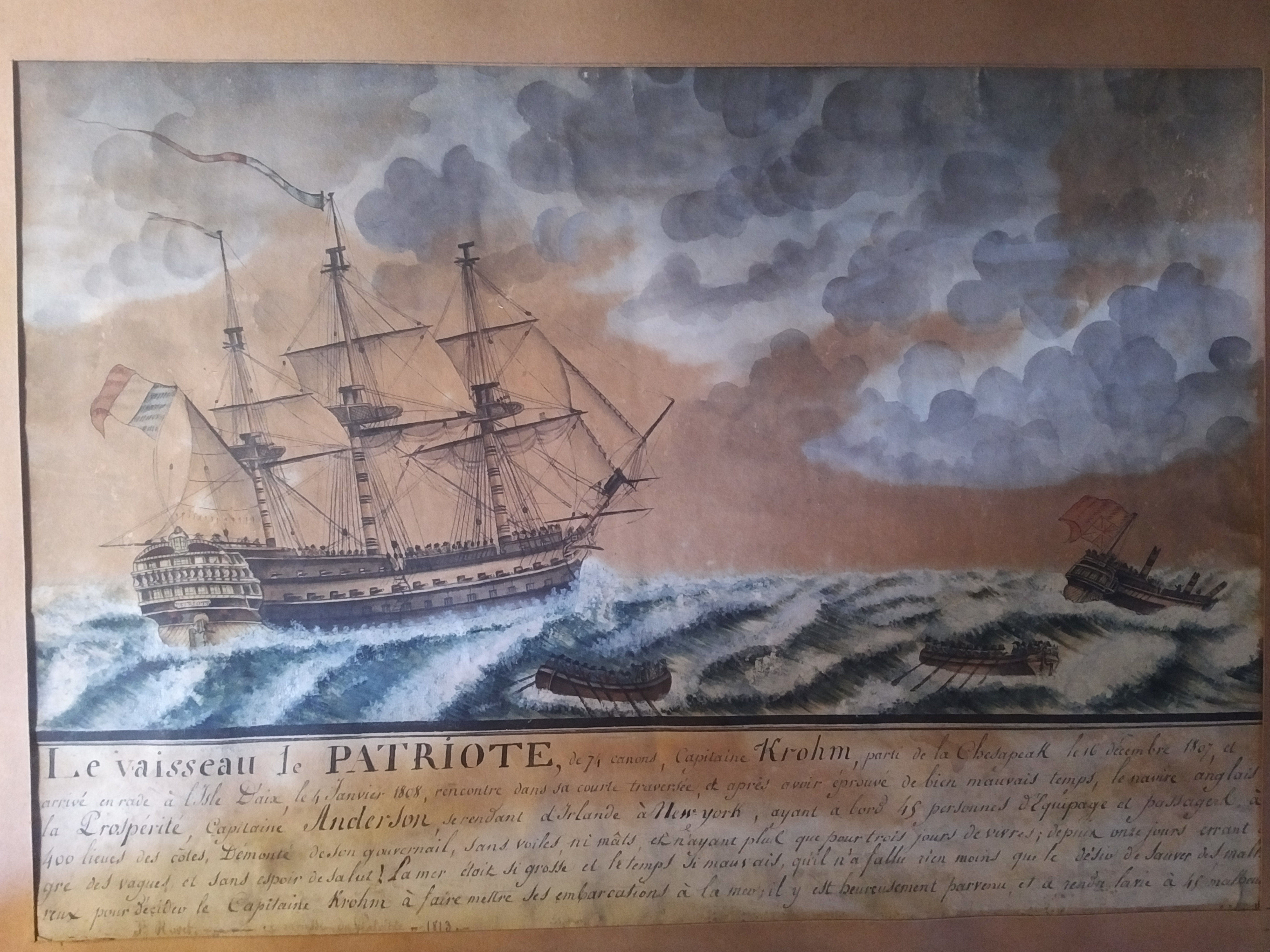
Le Patriote - 1813 (artiste inconnu)

Fin 1805, il commande le Patriote (74 canons) dans l’escadre Willaumez initialement envoyée comme diversion vers Sainte-Hélène et les Antilles. Cette opération, comme les autres campagnes de course lancées au même moment (escadres du contre-amiral Leissègues, du capitaine Zacharie Allemand, division du capitaine Lhermitte vise à contraindre la Royal Navy de détacher un certain nombre de bâtiments de la défense de la Manche afin de dégager l’accès du Royaume-Uni pour les troupes massées à Boulogne. Toutefois les retards dans la préparation feront que ces escadres ne partiront qu’après l’abandon du projet d’invasion. L’escadre Willaumez est dispersée par un ouragan dans la zone des Antilles dans la nuit du 18 au 19 août 1806. Ses bâtiments endommagés et isolés sont aussitôt poursuivis et attaqués par une division britannique : deux vaisseaux et une frégate sont perdus. Le chevalier Krohm réussit à rejoindre la Chesapeake où il parvient à réparer son vaisseau. Toutefois, le Patriote demeure bloqué par le blocus britannique des côtes américaines et ne réussit à s’échapper et à rejoindre l’île-d'Aix qu’en décembre 1807, en sauvant un navire anglais. La narration de ces faits figure sur un tableau de 1813 : "Le vaisseau LE PATRIOTE, de 74 canons, capitaine Krohm, parti de la Chesapeack le 16 décembre 1807 et  arrivé en rade à l’isle d’Aix le 4 janvier 1808, rencontre dans sa courte traversée et après avoir éprouvé de bien mauvais temps, le navire anglais "La Prospérité", capitaine Anderson, se rendant d'Irlande à New-York, ayant à bord 45 personnes d'équipage et passagers à 400 lieues des côtes, démonté de son gouvernail, sans voiles ni mats et n'ayant plus que pour trois jours de vivres; depuis onze jours errant au gré des vagues et sans espoir de  salut. La mer était si grosse et le temps si mauvais qu'il n'a fallu rien moins que le désir de sauver des malheureux pour décider le capitaine Krohm à faire mettre ses embarcations à la mer; il y est heureusement parvenu et a rendu la vie à 45 malheureux".  
Il commande la Ville de Varsovie (80 canons) brièvement à Rochefort en 1808 mais doit quitter ses fonctions en raison de ses anciennes blessures dont les conséquences continuent à le handicaper. 
Il est quelques mois plus tard désigné comme membre du conseil de guerre devant juger quatre capitaines de vaisseau à la suite du désastre de l’attaque par des brûlots britanniques de la flotte rassemblée en rade de l’île-d'Aix sous le commandement du vice-amiral Allemand. Le ministre Decrès manipule le conseil en souhaitant que des têtes tombent tout en empêchant que la responsabilité d’Allemand ne soit mise en cause. Le Chevalier Krohm s’oppose d’abord à ce que Laffon, ancien capitaine du vaisseau du Calcutta, ne soit condamné et met en cause explicitement la responsabilité d’Allemand. Il manque une voix pour établir une majorité décidant la condamnation à mort de Lafon et le contre-amiral Bedout, président du conseil de guerre, appliquant à la lettre les ordres du ministre, fait pression sur Krohm toute la nuit jusqu’à ce qu’il révise son vote. Lafon sera fusillé le lendemain matin. Krohm adressera dans les jours qui suivent à l’avocat des accusés, Faure, copie de son vote initial et un document affirmant qu’il a été contraint de voter la condamnation à mort contre sa conscience. Decrès ne pardonnera jamais à Krohm sa résistance et ne lui confiera plus aucun commandement ni promotion jusqu’à la fin de l’Empire, y compris pendant les Cent-Jours. 
Ce n’est que lors de première Restauration qu’il reçoit de nouveau un commandement, le vaisseau de 110 canons, le Duc d’Angoulême. Comme beaucoup de ses pairs, il est mis en retraite en 1816.

## Bilan

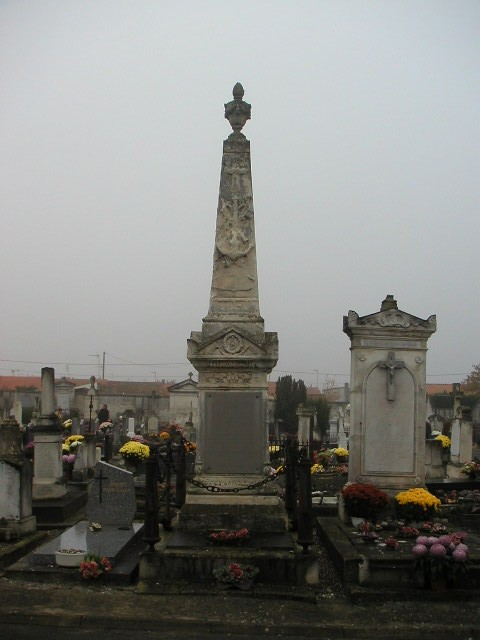
Monument Krohm au cimetière de Rochefort (Charente-Maritime)

Sept blessures, pour la plupart assez graves, font de Joseph Krohm le capitaine de vaisseau le plus blessé de sa génération. 
Krohm ne se pardonnera jamais le rôle qu’on lui a fait jouer lors du conseil de guerre de Rochefort et en gardera une grande amertume.
Le chevalier Krohm était franc-maçon: il apparaît dans la liste des membres de la Loge l'Union de Lorient qui comptait de nombreux capitaines de vaisseau et officiers de marine sur ses colonnes.
Il est inhumé au cimetière de Rochefort (Charente-Maritime). Sur le monument l'inscription : 
« A la mémoire du capitaine de vaisseau KROHM, officier de la Légion d’Honneur, chevalier de Saint-Louis. Brave parmi les braves, se distingua dans dix combats. Sa vie militaire réunit les plus beaux faits d’armes. Couvert de blessures. Le 2 mars 1823 mourut à l’âge de 56 ans » 
Au même endroit sont inhumés ses fils :
« Mr. Hubert KROHM, officier d’administration de la Marine, chevalier de la Légion d’Honneur. Administrateur du Bureau de Bienfaisance. Décédé le 16 mars 1886 à 73 ans ».
« Marie Léon de Saint Victor KROHM, Capitaine de cavalerie, chevalier de la Légion d’Honneur. Né le 26 septembre 1800. Décédé le 25 décembre 1860 »